# Olympische Sommerspiele 1912/Wasserspringen – Kunstspringen (Männer)
Das Kunstspringen vom 1 und 3 Meter-Brett der Männer bei den Olympischen Spielen 1912 in Stockholm wurde am 8. und 9. Juli in der Bucht Djurgårdsbrunnsviken ausgetragen.
Alle drei Medaillen gewannen deutsche Athleten.

## Ergebnisse

### Vorkampf

#### Gruppe 1
| Rang | Athlet           | Nation             | Platzziffer | Punkte |
| ---- | ---------------- | ------------------ | ----------- | ------ |
| 1    | Kurt Behrens     | Deutsches Reich    | 6           | 80,14  |
| 2    | Paul Günther     | Deutsches Reich    | 9           | 78,14  |
| 3    | Arthur McAleenan | Vereinigte Staaten | 15          | 68,02  |
| 4    | Ernst Brandsten  | Schweden           | 20          | 65,02  |
| 5    | Sven Nylund      | Schweden           | 28          | 62,60  |
| 6    | Eskil Brodd      | Schweden           | 29          | 62,60  |
| 7    | Oskar Wetzell    | Finnland           | 33          | 58,70  |

#### Gruppe 2
| Rang | Athlet         | Nation          | Platzziffer | Punkte |
| ---- | -------------- | --------------- | ----------- | ------ |
| 1    | John Jansson   | Schweden        | 5           | 77,77  |
| 2    | Albert Zürner  | Deutsches Reich | 10          | 74,64  |
| 3    | Ernst Eklund   | Schweden        | 16          | 53,02  |
| 4    | Carlo Bonfanti | Italien         | 19          | 46,81  |

#### Gruppe 3
| Rang | Athlet             | Nation             | Platzziffer | Punkte |
| ---- | ------------------ | ------------------ | ----------- | ------ |
| 1    | Hans Luber         | Deutsches Reich    | 6           | 77,50  |
| 2    | Robert Zimmerman   | Kanada             | 11          | 76,60  |
| 3    | George Gaidzik     | Vereinigte Staaten | 16          | 74,03  |
| 4    | Herbert Pott       | Großbritannien     | 17          | 73,94  |
| 5    | Ernfrid Appelqvist | Schweden           | 25          | 62,61  |
| 6    | Axel Runström      | Schweden           | 30          | 58,42  |
| 7    | Erik Tjäder        | Schweden           | 35          | 53,56  |

### Finale
| Rang | Athlet           | Nation             | Platzziffer | Punkte |
| ---- | ---------------- | ------------------ | ----------- | ------ |
| 1    | Paul Günther     | Deutsches Reich    | 6           | 79,23  |
| 2    | Hans Luber       | Deutsches Reich    | 9           | 77,50  |
| 3    | Kurt Behrens     | Deutsches Reich    | 22          | 73,73  |
| 4    | Albert Zürner    | Deutsches Reich    | 23          | 73,33  |
| 5    | Robert Zimmerman | Kanada             | 24          | 76,60  |
| 6    | Herbert Pott     | Großbritannien     | 28          | 73,94  |
| 7    | John Jansson     | Schweden           | 32          | 69,64  |
| 8    | George Gaidzik   | Vereinigte Staaten | 36          | 74,03  |